# Model makroekonomiczny
Model makroekonomiczny – narzędzie analityczne, mające na celu opisanie funkcjonowania gospodarki danego państwa lub regionu. Modele takie powstają zwykle w celu opisania dynamiki zagregowanych wielkości, takich jak całkowita ilość wyprodukowanych towarów i usług, łącznie uzyskany dochód, poziom zaangażowania zasobów produkcyjnych oraz poziom cen.
Modele makroekonomiczne mogą być: logiczne, matematyczne i / lub obliczeniowe; różne rodzaje modeli makroekonomicznych służą różnym celom i mają różne wady i zalety. Modele mogą być stosowane w celu wyjaśnienia i zilustrowania podstawowych teoretycznych zasad, mogą być używane do testowania, porównywania i oceniania różnych teorii makroekonomicznych, mogą być wykorzystywane do przygotowywania scenariuszy „co jeśli” (scenariusze takie służą zwykle do oceny możliwych skutków zmian w polityce pieniężnej, podatkowej lub innych polityk makroekonomicznych), i mogą być wykorzystywane do generowania prognoz gospodarczych.
Modele makroekonomiczne są szeroko stosowane w środowiskach akademickich, nauki i badań, a także przez organizacje międzynarodowe, rządy państw i większe przedsiębiorstwa, a także konsultantów i think tanki.

## Typy modeli makroekonomicznych

### Proste modele teoretyczne
Wiele popularnych podręczników ekonomii używa kilku wykresów lub równań do opisywania modeli ekonomicznych. Przykłady obejmują model IS/LM i model Mundella-Fleminga z makroekonomii keynesowskiej, a model Sołowa – neoklasycznej teorii wzrostu gospodarczego. Te modele mają kilka funkcji. Opierają się na kilku równaniach z udziałem kilku zmiennych, które często mogą być wyjaśnione przy pomocy prostych diagramów. Wiele z tych modeli to modele statyczne – ale niektóre są dynamiczne, opisujące gospodarkę przez wiele okresów. Zmienne, które pojawiają się w tych modelach często stanowią agregaty makroekonomiczne (np. PKB lub całkowitego zatrudnienia). Modele takie są dość proste do wykorzystania jako ilustracje teoretycznych pomysłów makroekonomicznych – ale dokładne prognozowanie ilościowe, badania lub ocena polityki są zwykle niemożliwe bez znacznego poszerzanie struktury modelu.

### Empiryczne modele prognostyczne
W latach 40. i 50. XX wieku rządy rozpoczęły gromadzenie danych na temat dochodu narodowego i produkcji, ekonomiści zaczęli stosować modele ilościowe do opisu dynamiki obserwowanych danych. Modele te opisują korelację pomiędzy różnymi danymi makroekonomicznymi, wykorzystując głównie analizę szeregów czasowych. Podobnie jak w prostszych modelach teoretycznych, empiryczne modele prognostyczne operują na zagregowanych danych statystycznych, pozwalając jednocześnie na analizę bardziej szczegółową (na przykład badając relacje między wielkością produkcji, zatrudnienia, inwestycji i innych zmiennych w różnych branżach). Modele takie potrafią się rozrosnąć do setek lub tysięcy równań opisujących ewolucję setek lub tysięcy cen i ilości w czasie, między innymi dzięki komputerom wykorzystywanym do ich obliczania. Wprawdzie wybór zmiennych, które używane są w takich równaniach, częściowo kierowany jest przez teorię ekonomii (na przykład, dochód jako czynnik wpływający na konsumpcję, jak sugeruje teoria adaptacyjnych oczekiwań), ale wiele z tych zmiennych jest określana głównie czysto empiryczne.
Pierwszy globalny model makroekonomiczny – LINK (Wharton Econometric Forecasting Associates) – został zainicjowany przez Lawrence Klein. Na szeroką skalę modele empiryczne tego typu, w tym model WEFA, są nadal w użyciu – szczególnie dla celów prognozowania.

### Dynamiczne stochastyczne modele równowagi ogólnej
W latach 80. i 90. XX wieku ekonomiści zaczęli budować modele makroekonomiczny oparte na racjonalnych wyborach – nazwane dynamicznymi stochastycznymi modelami równowagi ogólnej (DSGE). Podstawę tych modeli stanowią takie elementy w gospodarce, jak gospodarstwa domowe, firmy i rządy, w jednym lub więcej krajach, jak również preferencje, technologie i ograniczenia budżetu każdego z nich. Zakłada się, że każdy z elementów dokonuje optymalnego wyboru, biorąc pod uwagę ceny i strategie innych elementów, zarówno w okresie bieżącym, jak również w przyszłości. Decyzje różnych elementów oparte są na założeniu, że zawsze znajdują się ceny, które zrównują podaż z popytem na wszystkich rynkach.

### Modele obliczeniowe oparte na elementach ekonomicznych
Inna metodologia modelowania, która rozwinęła się w tym samym czasie co model DSGE – została oparta na teorii elementów (ACE – agent-base computational economics). Podobnie jak model DSGE, ACE ma na celu rozbicie relacji makroekonomicznych do poziomu decyzji mikroekonomicznych. Modele ACE opierają swe funkcjonowanie o zdefiniowany zestaw czynników, składających się na gospodarkę, a następnie na określeniu rodzajów interakcji, w jakie poszczególne elementy mogą wchodzić pomiędzy sobą lub z rynkiem, jako całością.